# Космічна індустрія Росії

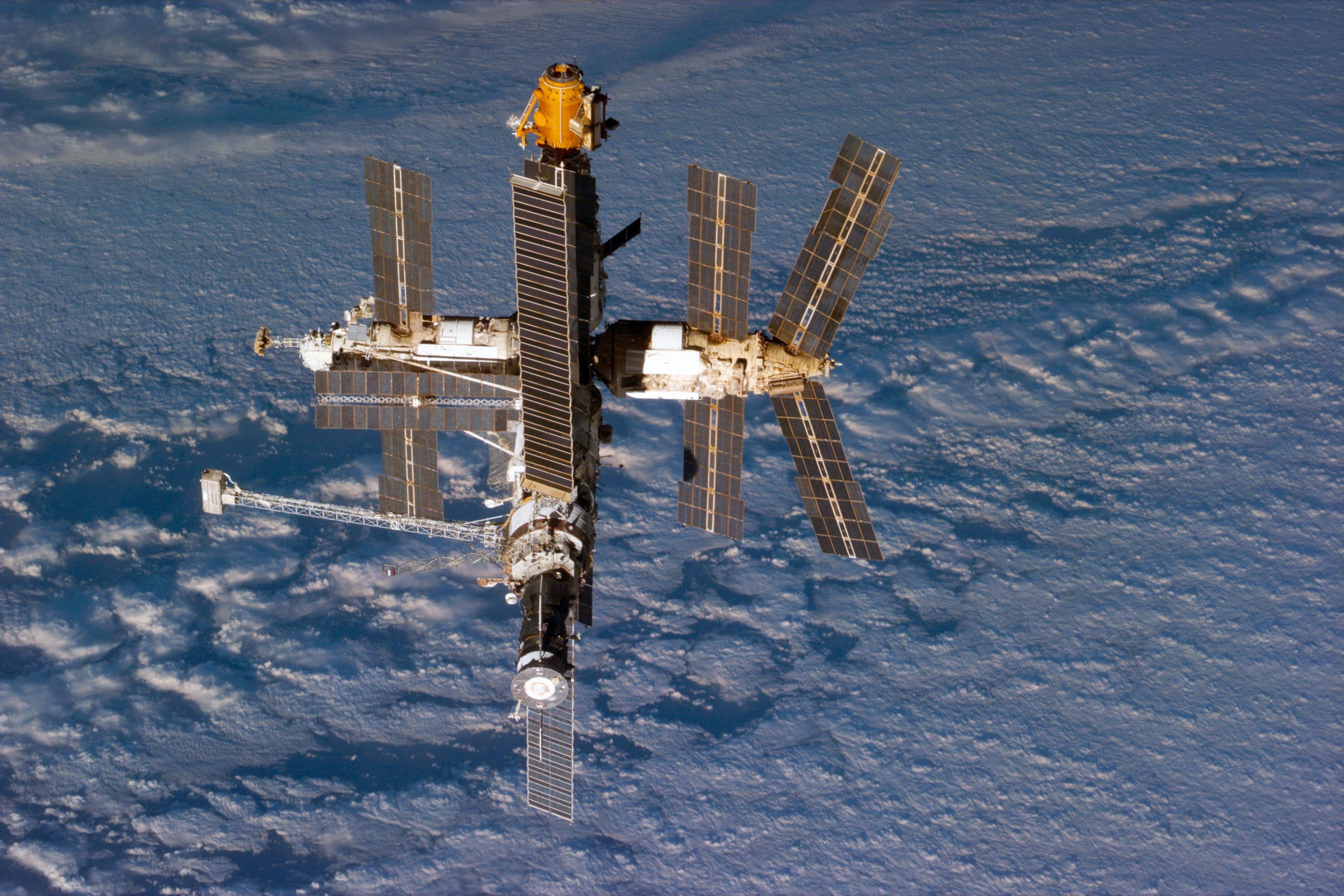
Світлина орбітальної станції «Мир» 24 вересня 1996 року

Російська космічна галузь — галузь російської промисловості, є однією з найпотужніших у світі космічних галузей за обсягами послуг (поруч з США та Євросоюзом). Росія лідирує в пілотованій космонавтиці і в запусках на орбіту, тримає паритет з США в області космічної навігації, але істотно поступається США та Євросоюзу, а в окремих напрямках і Китаю в частині впровадження та використання нових технологій. Росія здійснює понад 40 % всіх космічних запусків у світі, а російська глобальна навігаційна система ГЛОНАСС є однією з двох єдиних у світі повноцінних глобальних навігаційних систем, поряд з американською GPS. Відставання від США та Євросоюзу є за такими напрямками, як розвиток радіаційно-стійкої елементної бази, дослідження далекого космосу і дистанційне зондування Землі тощо.
Окремі значні проєкти були започатковані ще в СРСР і з розпадом СРСР отримали свій розвиток у Росії та в Україні.

## Історія розвитку

### Космічна галузь у 1990-х роках
Михайло Сергійович Горбачов почав різко скорочувати фінансування космонавтики: у 1990-ті роки і без того мізерні ресурси були урізані до самого мінімуму. Перший модуль російського сегмента МКС будувався на американські гроші, а 2/3 витрат Роскосмосу практично аж до початку активної реалізації програми ГЛОНАСС становили витрати на пілотовану космонавтику — тобто, на добудову і підтримку станцій «Мир» і МКС.
У цих умовах у 1990-ті роки утворилося серйозне відставання в технології виробництва негерметичних супутників, яке було в основному подолано у 2000-х. Різко скоротилася і кількість пусків. З 1996 по 1999 рік у Росії відбувалося близько 30 ракетних пусків щорічно — Росія в ці роки навіть поступалася за кількістю пусків Сполученим Штатам. Для порівняння: в СРСР робилося 90—100 пусків на рік.
Незважаючи на катастрофічні проблеми, деякі великі проєкти, розпочаті ще за часів СРСР, були завершені: не в останню чергу за рахунок активного співробітництва з США та іншими країнами у сфері космосу. Було закінчено будівництво першої багатомодульної орбітальної станції «Мир». Найбільш активна фаза її роботи припадає на 1990-ті роки. Іноземні екіпажі з 1995 року активно відвідували станцію. Найбільше іноземних гостей було з США — 44 астронавти. Міжнародний проєкт орбітальної станції Freedom (США з партнерами та без участі СРСР), який активно розроблявся на рубежі вісімдесятих і дев'яностих років, провалився і був закритий. США вирішили використовувати космічний досвід СРСР із будівництва модульної станції «Мир», і було вирішено створювати МКС із використанням російського досвіду і російських технологій.
Також у 1990-ті роки почав працювати ГЛОНАСС. Первісне розгортання ГЛОНАСС для військових цілей було здійснено в 1993 році з 12 супутниками. До 1995 року кількість супутників було доведено до 24. Однак через недофінансування і низького терміну служби супутників ГЛОНАСС до 2001 року зменшився до 6 супутників.
У 1999 році в рамках консорціуму США, Росії, України і Норвегії став до ладу проєкт «Морський старт». Запуск ракет здійснювався з плавучої платформи в районі екватора, що дає змогу економити на паливі за рахунок використання швидкості обертання землі. На цей момент проєкт майже повністю належить російській РКК «Енергія».
У 1990-ті роки також були започатковані нові проєкти. У 1992 році був оголошений конкурс на розробку нового носія «Ангара», його результати були затверджені урядом Росії в серпні 1994-го та 6 січня 1995-го указом президента Росії Бориса Єльцина. Проєкт мав за мету забезпечити незалежність Росії в нових політичних умовах, що виникли через розпад СРСР, коли частина підприємств ракетно-космічного напрямку та стартовий комплекс Байконур виявились за кордоном Росії. Перший політ «Ангари» відбувся в грудні 2014 року — через 20 років після початку програми.

### Космічна галузь у 2000-х роках
Після 2000 року кількість космічних запусків почала знижуватися по всьому світу і на цей момент за цим показником Росія знову є лідером. При цьому зниження кількості запусків пов'язано не з кризою галузі в цілому, а з тим, що на рубежі тисячоліть різко зросли терміни роботи космічних апаратів: наприклад, для супутників зв'язку з максимум 3—4 до 12—15 років, а для супутників дистанційного зондування Землі з декількох місяців до декількох років. Відповідно, це не могло не позначитися на кількості запусків.

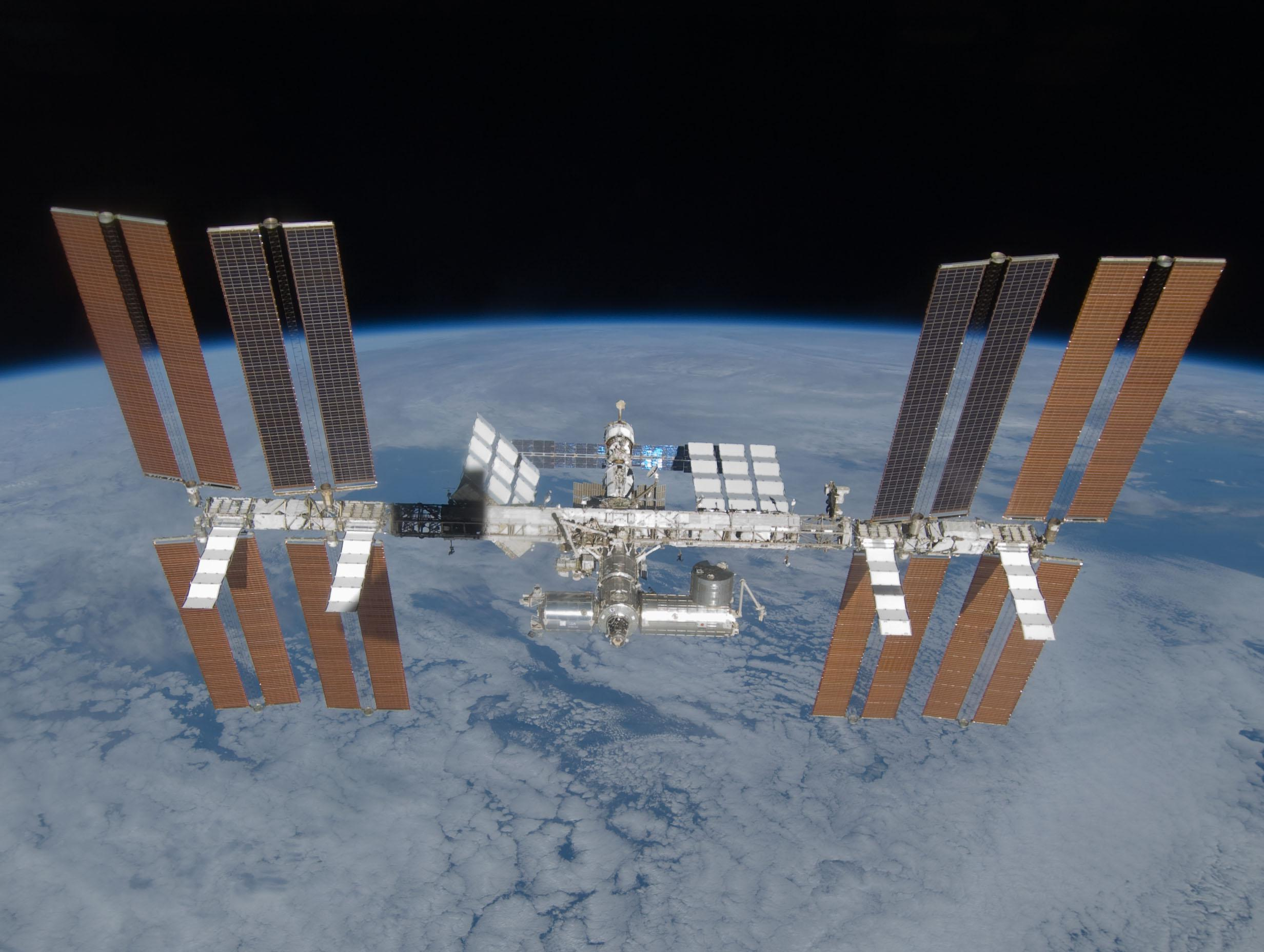
Міжнародна космічна станція у березні 2009 року

Важке фінансове становище російської космічної галузі зберігалося і на початку 2000-х років. Наприклад, по розпочатій в 1998 році програмі «Фобос-Ґрунт» нормальне фінансування почало виділятися тільки у 2008 році. Затоплення космічної станції «Мир» у 2001 році було дуже важкою втратою для російської космонавтики, але на підтримку програми було необхідно витрачати близько 200 млн доларів щорічно, а таких грошей у космічному бюджеті просто не було.
Прийнята у 2005 році «Федеральна космічна програма Росії на 2006—2015 роки» відрізнялася повною відсутністю будь-якої амбітності й декларувала лише «створення і використання необхідної номенклатури космічних систем і комплексів із характеристиками, відповідними світовому рівню розвитку космічної техніки». Простіше кажучи, ішлося лише про те, щоб не відставати занадто сильно. Такому стану речей сприяла ситуація, коли Роскосмос сам собі ставив мету і сам же за них звітував. Судячи з усього, у той час його керівництво не хотіло брати на себе будь-які підвищені зобов'язання.
З призначенням у 2011 році Володимира Поповкіна на посаду керівника Роскосмосу був узятий курс на активніший розвиток галузі, почалася розробка нових великих проєктів. Поповкіну не вдалося переламати негативну тенденцію аварій ракетоносія «Протон», який раніше був дуже надійним. Особливо дивно те, що аварії відбуваються з російським вантажем, а закордонний і комерційний справно доставляється на цільову орбіту (конспірологи вбачають у цьому ознаки роботи диверсантів). Володимир Поповкін був звільнений у жовтні 2013 року і помер від раку 18 червня 2014 року, як повідомлялося, найімовірніше через його отруєння парами ракетного палива при усуненні наслідків аварії ракети-носія «Протон» на Байконурі 2 липня 2013 року.
Навесні 2014 року головою Роскосмосу був призначений Олег Остапенко, який зараз веде боротьбу за контроль над підприємствами ракетно-космічної промисловості.
У 2014 році Росія вперше з епохи СРСР здійснила 38 космічних запусків, також на орбіту виведено рекордну кількість космічних апаратів — 80, з них 31 супутник для держпотреб, 5 комерційних і 44 малих супутники.
23 грудня 2014 року був здійснений перший успішний запуск нової ракети космічного призначення важкого класу «Ангара-А5» з космодрому Плесецьк, що дозволило Росії досягти повністю незалежного доступу в космос в області непілотованої космонавтики.

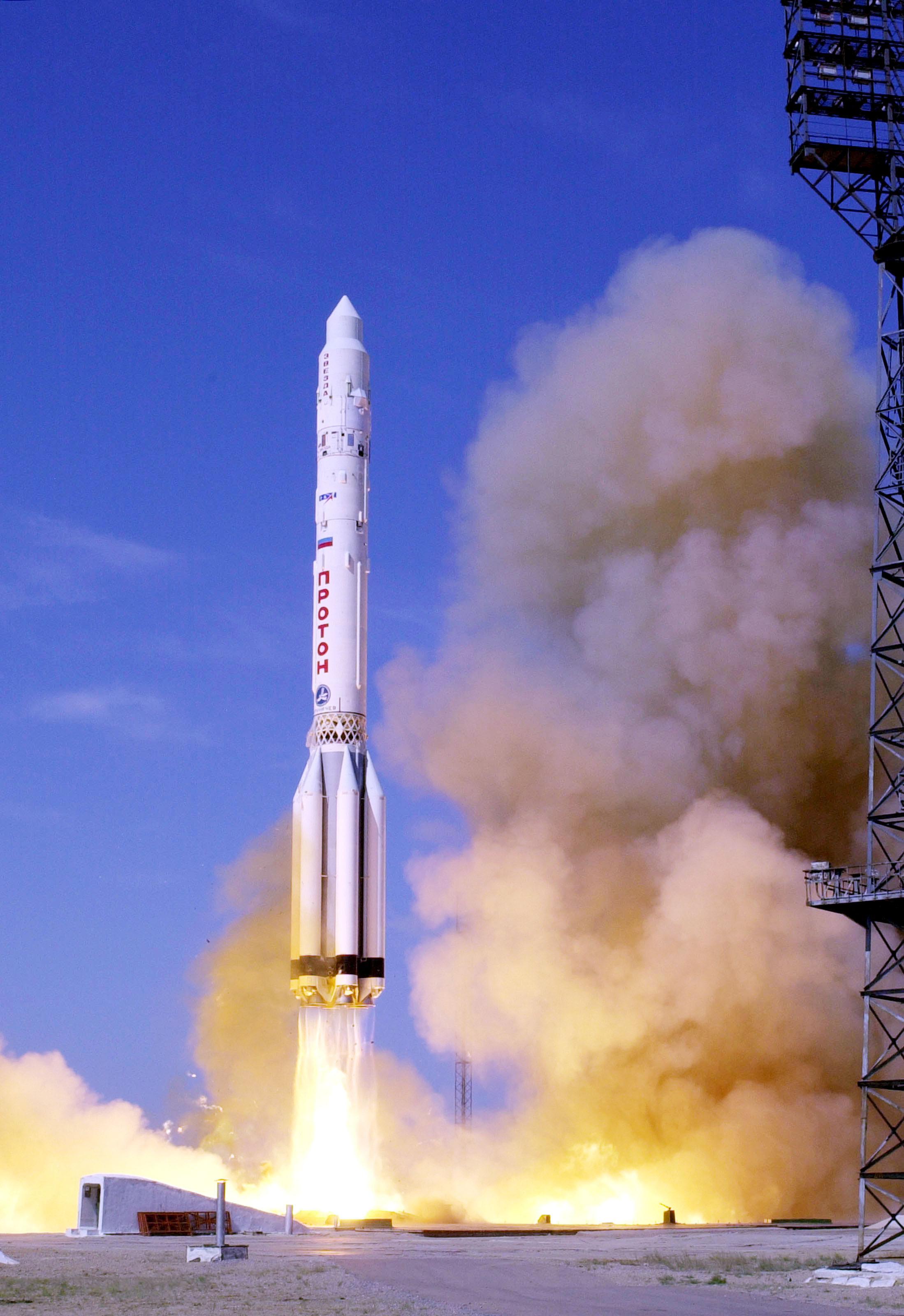
«Протон-К» виводить на орбіту модуль «Звєзда» для МКС

Під керівництвом Остапенко була розроблена «Федеральна космічна програма Росії на 2016—2025 роки». Початковий бюджет становив 2,4 трлн рублів, програма включала в себе розробку надважкого ракетоносія, необхідного для пілотованої експедиції на Місяць і багато інших перспективних розробок. Але дуже скоро стало зрозуміло, що програма піддасться секвеструванню. У січні 2015 року головою Роскосмосу став Ігор Комаров. У серпні 2015 року Роскосмос був об'єднаний з Об'єднаною ракетно-космічною корпорацією (ОРКК) в державну корпорацію «Роскосмос». Науково-технічна рада ОРКК підготувала новий варіант федеральної космічної програми при цьому бюджет був скорочений до 2 трлн рублів. Однак, економічний блок уряду був готовий виділити не більше 1 трлн рублів. На нараді у президента в листопаді 2015 року Ігор Комаров і віцепрем'єр Дмитро Рогозін буквально вибивали гроші на ФКП. У результаті космічна галузь отримає у 2016—2025 роках 1406 млрд рублів, а в разі поліпшення економічної обстановки в країні ще 115 млрд рублів.
13 липня 2015 року підписано закон про створення Державної корпорації з космічної діяльності «Роскосмос». Держкорпорація утворена на базі Федерального космічного агентства і Об'єднаної ракетно-космічної корпорації.

## Поточний стан

### Потенціал
У галузі задіяні близько 100 підприємств, у яких зайнято 250 тис. осіб. Найбільшим підприємством є ракетно-космічна корпорація «Енергія» імені С. П. Корольова, головний підрядник пілотованих космічних польотів. Провідними виробниками ракет-носіїв є Державний космічний науково-виробничий центр імені М. В. Хрунічева і ракетно-космічний центр «Прогрес». Найбільшим розробником супутників є «Інформаційні супутникові системи» ім. академіка М. Ф. Решетньова, а лідером в області міжпланетних зондів є Науково-виробниче об'єднання ім. С. А. Лавочкіна.

### Напрямки діяльності
Росія продовжує залишатися одним із лідерів космонавтики, розділяючи це звання зі Сполученими Штатами.
Статистика:
- Найбільше пусків ракет (близько 30 пусків щороку, що становить приблизно 40 % від усього світового обсягу);
- Тільки Росія займається добудовою та розширенням МКС (єдина з 15 країн учасників МКС);
- Ключовий учасник МКС (одна з двох, володіє 5 з 14 основних модулів МКС, Японія і ЄКА мають по одному модулю, США все решта);
- Має глобальну навігаційну систему (1 з 2 діючих, розгортається ще 2);
- Здатна вивести людину на орбіту (1 з 2, раніше були здатні 3);
- Скафандр для роботи у відкритому космосі (1 з 3);
- Виведення супутників на геостаціонарну орбіту (1 з 5);
- Має ракету-носій важкого класу (1 з 6);
- Має діючий космодром (1 з 16 країн, 4 з 23 діючих космодромів, більше тільки у США, стільки ж у Китаю);
- Здатна самостійно виводити на орбіту космічний апарат (одн1а з 16 країн які коли-небудь виводили КА в космос, одна з 30 країн коли-небудь розробляли ракети-носії);
- Виробник ракет і комплектуючих (понад 10 % від загальносвітового виробництва, російські ракети, ступені ракет і двигуни використовуються іншими країнами);
- Має діючий космічний радіотелескоп;
- Має супутникову систему зв'язку;
- Має супутники дистанційного зондування землі;
- Має розвинену мережу телекомунікаційних супутників;
- Бере участь у дослідженні інших планет спільно з іншими країнами.

Деякі роблять далекосяжні висновки з того факту, що частка Росії на світовому ринку космонавтики зросла з 0,5 % у 2011 році до 2 % у 2013 році. Насправді, ця цифра визначає не реальний розвиток космічної галузі в країні, а частку доходів Росії від усіх доходів, одержуваних від діяльності, пов'язаної з космосом. Росія представлена в основному на ринку пускових послуг (кілька відсотків від ринку космонавтики), у той час як практично неохопленими залишаються такі галузі, як супутникова фотозйомка Землі, виробництво супутників, телекомунікаційні послуги тощо.

### Список основних компаній

#### Виробники ракет-носіїв
- ЦСКБ-Прогресс: Союз-ФГ, Союз-У, Союз-2, Русь-М.
- ДКНВЦ імені М. В. Хрунічева: Протон, Протон-М, Ангара, Бриз.
- ВО Політ.

#### Виробники двигунів
- НВО Енергомаш.
- ВО Політ.
- МКБ Факел.
- КБХА.

#### Підтримка пілотованої космонавтики
- РКК Енергія: МКС, Союз ТМА, Союз ТМА-М, Союз ТМА-МС.

#### Міжпланетні польоти
- НВО ім. С. О. Лавочкіна: Фобос-Ґрунт.

#### Розробники супутників
- ІСС імені М. Ф. Решетнєва: навігаційні, зв'язок, військового значення.
- НВО ім. С. А. Лавочкіна: Електро-Л.
- ОАО «Корпорація ВНІІЕМ»: метеорологічні, наукові, ДЗЗ супутники.
- ЦСКБ-Прогресс: ДЗЗ, наукові, військового значення.

### Проблеми російської космічної індустрії
25 січня 2017 року стало відомо, що держкорпорація «Роскосмос» розпорядилася відкликати всі ракетні двигуни виробництва Воронезького механічного заводу (перебуває у складі ДКНВЦ імені М. В. Хрунічева). Це рішення було викликане тим, що в цих двигунах були виявлені несанкціоновані заміни металів і сплавів високої вартості дешевшими, що мають значно гірші фізико-технічні показники. Рішення було прийняте в умовах міжнародних санкцій проти Росії через її збройну агресію проти України, в умовах, коли двигуни українського «Південмашу» не постачаються. Рішення було прийняте після серії аварій російських ракет.

## Перспективні плани

### Плани на період до 2020 року
Виділяються на загальному тлі наступні завдання:
- Продовження експлуатації, модернізація і дооснащення космодромів Байконур і Плесецьк.
- Будівництво космодрому Восточний, на якому почнеться експлуатація ракет «Союз-2» легкого і середнього класів;
- Розробка киснево-водневого розгінного блоку для існуючих і перспективних ракет-носіїв;
- Розвиток навігаційної системи ГЛОНАСС, додавання космічних апаратів із періодом активної експлуатації не менше 7 років, а до 2020 року не менше 10 років;
- Розробка системи обслуговування окремих космічних апаратів на орбітах;
- Створення на базі уніфікованої платформи дешевих малорозмірних космічних апаратів для дослідження космічних променів і сонячно-земних зв'язків;
- Відновлення комплексних досліджень Місяця з використанням автоматичних космічних апаратів. До 2020 року проведення поглиблених досліджень Місяця з навколомісячної орбіти і на її поверхні автоматичними космічними апаратами, у тому числі з використанням місяцеходів і засобів доставки зразків місячного ґрунту на Землю, вибір районів розміщення автоматичних місячних баз;
- Продовження до 2020 року експлуатації Міжнародної космічної станції;
- Участь у міжнародних космічних проєктах із дослідження Місяця, Марса і системи Юпітера.
- Створення космічної обсерваторії «Мілліметрон» міліметрового та інфрачервоного діапазонів.

### Перспективи після 2020 року
Після 2020 року можна очікувати реалізацію наступних космічних програм:
- Розвиток застосування водню у космонавтиці і створення верхніх щаблів і розгінних блоків на водні та кисні;
- Освоєння зрідженого природного газу як перспективного компонента ракетного палива і створення ракет на цьому паливі;
- Створення ракет підвищеної в порівнянні з важким класом вантажопідйомності (в проміжку між 23 т на низькій навколоземній орбіті у «Протона» і 105 т у «Енергії»);
- Створення парку багаторазових космічних буксирів, у тому числі з мегаватною ядерною силовою установкою;
- Створення єдиного інформаційного поля, яке буде забезпечуватися супутниками з лазерними каналами передачі даних;
- Створення роботизованої науково-дослідної бази на Місяці;
- Створення службових супутників і засобів їхнього обслуговування;
- Введення в дію нового пілотованого корабля;
- Доставка ґрунту з Марса;
- Організація дешевого і безпечного космічного туризму;
- Створення нової пілотованої орбітальної станції, що включає окремо літаючі відвідувані модулі.

Залежно від політичної та економічної ситуації в цей чи більш пізній час можуть бути здійснені:
- Створення ракет надважкого класу (вантажопідйомністю 100—160 т);
- Висадка космонавтів на поверхню Місяця і/або навколоземних астероїдів;
- Створення роботизованих баз для вивчення Марса і Венери;
- Організація серійного випуску матеріалів з особливими властивостями (надчистих тощо) на орбіті;
- Створення систем захисту планети від малих і великих астероїдів (можливо, ці системи будуть різними).
- Пілотовані експедиції на інші планети найближчим часом не очікуються. Для Марса це пов'язано з досить великою тривалістю польоту і нещодавно виявленою підвищеною небезпекою для організму галактичного випромінювання, присутнього в далекому космосі. Для Венери технічні проблеми, що пов'язані з майже земною силою тяжіння і по-справжньому екстремальним кліматом на планеті, теж роблять експедицію занадто ризикованою і дорогою на найближчі два-три десятиліття. До інших же планет летіти ще довше, ніж до Марса. Проте, пілотована експедиція на Марс, по всій видимості відбудеться вже в середині століття, хоч не раніше 2035 року.

### Віддалені перспективи
Принципово досяжними, хоч і неймовірно складними і дорогими за нинішніми мірками, є такі проєкти (в порядку складності реалізації):
- Довготривалі населені бази на небесних тілах внутрішньої частини сонячної системи з помірно небезпечним зовнішнім середовищем: Місяці, Марсі, навколосонячних астероїдах і Меркурії;
- Системи телескопів із розмірами порядку розмірів внутрішньої частини Сонячної системи.
- Пілотовані експедиції на всі планети і супутники Сонячної системи, крім Юпітера, Сатурна і Нептуна, де гравітаційні умови зовсім не підходить для людини;
- Виробництво компонентів ракетного палива та, можливо, окремих елементів космічної техніки на Місяці та інших небесних тілах;
- Автоматичні міжзоряні космічні апарати з електроракетними двигунами і ядерним (або термоядерним) джерелом живлення швидкістю до 0,01 швидкості світла (близько 500 років польоту до найближчої зірки);
- Земний космічний ліфт (на Марсі вони теж можливі, а на Місяці — хоч зараз, але поки немає потреби);
- Міжзоряні космічні апарати з анігіляційними двигунами і швидкістю до 0,1 швидкості світла (50 років польоту до найближчої зірки). Створення такого роду техніки зажадає епічних витрат енергії на виробництво антиречовини в як мінімум багатокілограмових кількостях. При цьому на виробництво кожного кілограма цієї субстанції буде витрачатися на порядки більше електроенергії, ніж у цей час виробляється на всіх електростанціях планети за рік;
- Перетворення клімату Венери, яка принципово може бути доведена до стану близького до земного, і, можливо, частково Марса де, незважаючи на куди кращий початковий стан, перспективи куди менш райдужні через занадто низької маси планети.

## Найбільші проєкти сучасної російської космонавтики

### Реалізовані та частково реалізовані
Вже реалізовані повністю або практично повністю:
- Космічний радіотелескоп «Радіоастрон», найбільший у світі телескоп із дозволом в 1000 разів більшим, ніж у «Габбла».
- ГЛОНАСС, одна з двох діючих у світі глобальних систем супутникового геопозиціювання.
- Міжнародна космічна станція, великий проєкт, головні ролі в якому грають Росія і США.
- Морський старт, єдиний у світі плавучий космодром.
- У Південній Кореї створюється ракета-носій KSLV-1 спільно з ГКНПЦ імені М. В. Хрунічева — фактично проведені льотні випробування модуля першого ступеня РН «Ангара» — УРМ-1.
- Стартовий комплекс «Союз» на космодромі в Куру.
- Конверсійна ракета-носій «Рокот» зі стартовим комплексом, переробленим під ракетоносій «Космос» на космодромі «Плесецьк» і розгінним блоком «Бриз-КМ».
- «Протон-М» — глибока модернізація ракети «Протон-К», з розробкою під неї розгінного блоку «Бриз-М».
- «Союз-2» — глибока поетапна модернізація ракети-носія «Союз», що включає крім просто модернізованих «Союзів» середнього класу носій легкого класу «Союз-2 етапу 1в», що являє собою, по суті, ракету «Союз» без бічних блоків.

У процесі реалізації перебувають такі проєкти:
- Сімейство модульних ракет-носіїв «Ангара».
- Перспективна пілотована транспортна система.
- Космодром Восточний.
- Транспортна космічна система з ядерною силовою установкою.
- Проєкт із дослідження Марса «ЕкзоМарс» (спільно з Європейським космічним агентством).
- Космічний телескоп «Спектр-РГ» (діапазону рентгенівських і гамма-променів).

У ближній перспективі очікується початок робіт за такими проєктами, передбаченими документами Роскосмосу:
- Створення космічного ракетного комплексу з ракетою-носієм надважкого класу вантажопідйомністю понад 50 тонн.
- Створення космічного ракетного комплексу з ракетою-носієм із багаторазовим першим ступенем.

### Радіоастрон

Емблема ГЛОНАСС

Найчутливішим телескопом у світі на цей момент є російський Радіоастрон (Спектр-Р). Це проєкт, яким на витягнуту орбіту супутника Землі запущено космічний 10-метровий радіотелескоп. Запуск відбувся 18 липня 2011 року. Мета проєкту полягає в тому, щоб створити спільно з глобальною наземною мережею радіотелескопів єдину систему наземно-космічного інтерферометра для отримання зображень, координат і кутових переміщень різних об'єктів Всесвіту з винятково високою роздільною здатністю. Виробник супутника — НВО імені Лавочкіна. Координатор проєкту — Астрокосмічний центр ФІАН.
21 червня 2011 року генеральний директор НВО імені Лавочкіна Віктор Хартов оголосив про результати засідання державної комісії. За його словами, державна комісія дозволила відправку обсерваторії на космодром Байконур. 24 червня радіотелескоп був відправлений на Байконур, а 18 липня відбувся запуск.
Запуск з Байконура супутника «Спектр-Р» відбувся 18 липня 2011 року ракетою-носієм «Зеніт-2» з розгінним блоком «Фрегат-СБ». Космічний телескоп запущений на орбіту з перигеєм 600 км і апогеєм 330 000 км. Тривалість роботи космічного апарата буде як очікується не менше п'яти років. Інтерферометр при таких базах забезпечить інформацію про морфологічні характеристики та координатах галактичних і позагалактичних радіоджерел із шириною інтерференційних пелюстків до 8 мікросекунд дуги для самої короткої довжини хвилі проєкту 1,35 см.
Головна наукова мета місії — дослідження астрономічних об'єктів різних типів із безпрецедентною роздільною здатністю до мільйонних часток кутової секунди. Роздільна здатність, досягнута за допомогою Радіоастрона, дозволить вивчати такі явища як:
- будова та динаміка областей зореутворення в нашій Галактиці по мазерному і мегамазерному випромінюванню;
- нейтронні зірки і чорні діри в нашій Галактиці — структура за вимірюваннями флуктуації функції видності, власні рухи та паралакси;
- структура і розподіл міжзоряної і міжпланетної плазми по флуктуаціях функції видности пульсарів;
- побудова високоточної астрономічної координатної системи;
- побудова високоточної моделі гравітаційного поля Землі.

Апарат побудований на новітній супутниковій негерметичній платформі «Навігатор».
Повна маса корисного наукового вантажу становить приблизно 2600 кг. Вона включає масу 1500 кг розкривної параболічної антени діаметром 10 м і масу електронного комплексу, що містить приймачі, малошумні підсилювачі, синтезатори частот, блоки управління, перетворювачі сигналів, стандарти частоти, високоінформативну систему передавання наукових даних — близько 900 кг. Маса всього супутника, виведеного на орбіту за допомогою ракети «Зеніт-2SБ» — «Фрегат-2СБ», близько 5400 кг. Повна потужність живлення системи становить 2400 Вт, з яких 1150 Вт використовується для наукових приладів.

### ГЛОНАСС
Глобальна навігаційна супутникова система (ГЛОНАСС) — радянська і російська супутникова система, яку почали розробляти в 1976 році. Офіційно прийнята в експлуатацію в 1993 році. Всього з 1982 по 1998 рік на орбіту було виведено 74 космічних апарати, за цінами 1997 року в розгортання було витрачено 2,5 млрд доларів. До 1995 року угруповання була розгорнута практично до штатного складу — до 24 супутників.
Однак далі через слабке фінансування та малого терміну служби супутників їхня кількість почала стрімко скорочуватися. До 2001 року залишилося тільки 6 діючих космічних апаратів. У серпні 2001 року була прийнята федеральна цільова програма «Глобальна навігаційна система», згідно з якою покриття Росії має бути забезпечено до 2008 року, а глобальне покриття у 2010 році. Ця програма з невеликими поправками була реалізована. 2 вересня 2010 року угруповання ГЛОНАСС становила 26 супутників.
Федеральна цільова програма «Підтримка, розвиток і використання системи ГЛОНАСС на 2012—2020 роки» передбачає виготовлення 13 супутників «Глонасс-М» з терміном служби 7 років і 22 супутники «Глонасс-К» з терміном служби 10 років.
Крім Російської ГЛОНАСС зараз діє тільки одна глобальна навігаційна система: американська GPS. Для свого функціонування, як і російської ГЛОНАСС, їй потрібно 24 працюючі супутники.
На планеті неспішно розгортається ще кілька супутникових навігаційних систем:
- Китайська система «Бейдоу», вже налічує 16 супутників з приблизно 30—35. Вже функціонує як регіональна навігаційна система, до 2020 року планується стати глобальною;
- Європейська система «Галілео», супутники якої виводяться за допомогою ракет «Союз-СТБ» з космодрому в Куру. Перші види послуг надані у 2014 році;
- Індійська IRNSS, з 7 супутників, буде забезпечувати покриття тільки самої Індії та суміжних територій.

Окремо стоять системи диференціальної корекції, які дозволяють помітно збільшити точність позиціонування. Такі системи можуть включати як наземні пункти вимірювання, так і ретранслятори сигналів на супутниках (зазвичай на геостаціонарних і геосинхронних орбітах). Для ГЛОНАСС роль такої системи виконує Російська система диференціальної корекції і моніторингу (СДКМ).
Перші російські смартфони з підтримкою ГЛОНАСС викликали град цілком обґрунтованої критики через високу ціну і скромні технічні характеристики. Скептики висловлювали думку, що для ГЛОНАСС шлях на споживчий ринок закритий. Проте, сьогодні російська супутникова система використовується провідними світовими брендами: Apple, BlackBerry, HP, HTC, Nokia, Samsung, Sharp, Sony Ericsson і іншими.
Підтримка ГЛОНАСС часто ніяк не відображається в інтерфейсі мобільних пристроїв, чипсет автоматично вибирає найбільш підхожі супутники. Наприклад, російський чип ML8088s дозволяє визначати місце розташування по супутниках GPS, ГЛОНАСС і GALILEO.

### Перспективна пілотована транспортна система (ППТС)
Заміну кораблям Союз проєктують досить давно. На початку 2000-х років РКК «Енергія» займалася пілотованим багаторазовим кораблем «Кліпер», але у 2005 році був проведений конкурс на розробку ППТС. «Кліпер» не зміг задовольнити всім вимогам, тому був відправлений спочатку на доопрацювання, а потім згорнутий. У другому конкурсі проведеному у 2009 році РКК «Енергія» перемогла з новим проєктом, у якому використовувалися окремі системи «Кліпер». У 2010 році ескізне проєктування було закінчено, на МАКС-2011 був представлений повномасштабний макет виготовлений із фанери. У 2012 році відбулася зміна ТЗ на розробку, ППТС повинен використовуватися не тільки для польоту на міжнародну космічну станцію, а й для польотів на Місяць. У липні 2013 завершилася експертиза технічного проєкту, проєкт був схвалений. РКК приступило до наступної стадії — випуску робочої документації та виготовлення дослідного зразка. Перші випробування повинні пройти у 2017 році. На авіасалоні МАКС-2013 був представлений повномасштабний макет, було продемонстровано внутрішній простір корабля, крісла екіпажу, система управління та інші системи корабля, у тому числі туалет.
ППТС дозволить виводити на орбіту чотирьох членів екіпажу і 500 кг вантажів, стільки ж повертати. На орбіту Місяця ППТС зможе доставляти чотирьох членів екіпажу і до 100 кг корисного вантажу. При цьому корабель розраховується на 10 повернень з низької орбіти і 3 повернення з місячної орбіти при надійності не нижче 0,995. Гальмування в атмосфері відбуватиметься за парашутно-реактивною схемою: на висоті 1000 метрів викидається парашут, а на висоті 10 метрів включаються гальмівні двигуни і апарат стає на амортизуючі ноги. Точність посадки при цьому становитиме 2 км, що в рази менше ніж при посадці «союзів».